# جواو روكي
جواو روكي (بالبرتغالية: João Roque) هو فنان قتال مختلط أنغولي، ولد في 22 يوليو 1971 في لواندا في أنغولا.

## وصلات خارجية
- جواو روكي على موقع يو إف سي (الإنجليزية)
- جواو روكي على موقع شيردوغ (الإنجليزية)